# Dexhowardia tetraspora
Dexhowardia tetraspora är en svampart som beskrevs av J.J. Taylor 1970. Dexhowardia tetraspora ingår i släktet Dexhowardia, divisionen sporsäcksvampar och riket svampar.   Inga underarter finns listade i Catalogue of Life.